# Varietéförbudet
Varietéförbudet (även varietéspritförbudet) var 1896–1955 ett i Sverige gällande ett förbud mot alkoholservering i samband med varietéframträdanden.
Restaurangerna förbjöds servera mat och dryck i samband med artistframträdanden, då detta enligt myndigheterna kunde hetsa till en dryckeskonsumtion. Till en början tilläts underhållning i intilliggande varietélokaler, men förbudet stramades snart åt så att matsal och underhållningslokal var tvungna att ligga i helt åtskilda delar i byggnaden, alternativt i helt separata hus. Den tidigare livliga varietén kom därmed att ersättas av en städad publik sittande i bänkrader. Som en följd av detta vann istället teaterformen nummerrevyn intåg i landet, där salongen släcktes ned innan föreställningen började.
Ren instrumentalunderhållning i restaurangmatsalarna var fortsatt tillåtna, och den så kallade "restaurang-trion", bestående av fiol, violincello och piano blev ett etablerat begrepp.
Förbudet avskaffades tillsammans med motboken 1955.